# Jan Śmidowicz

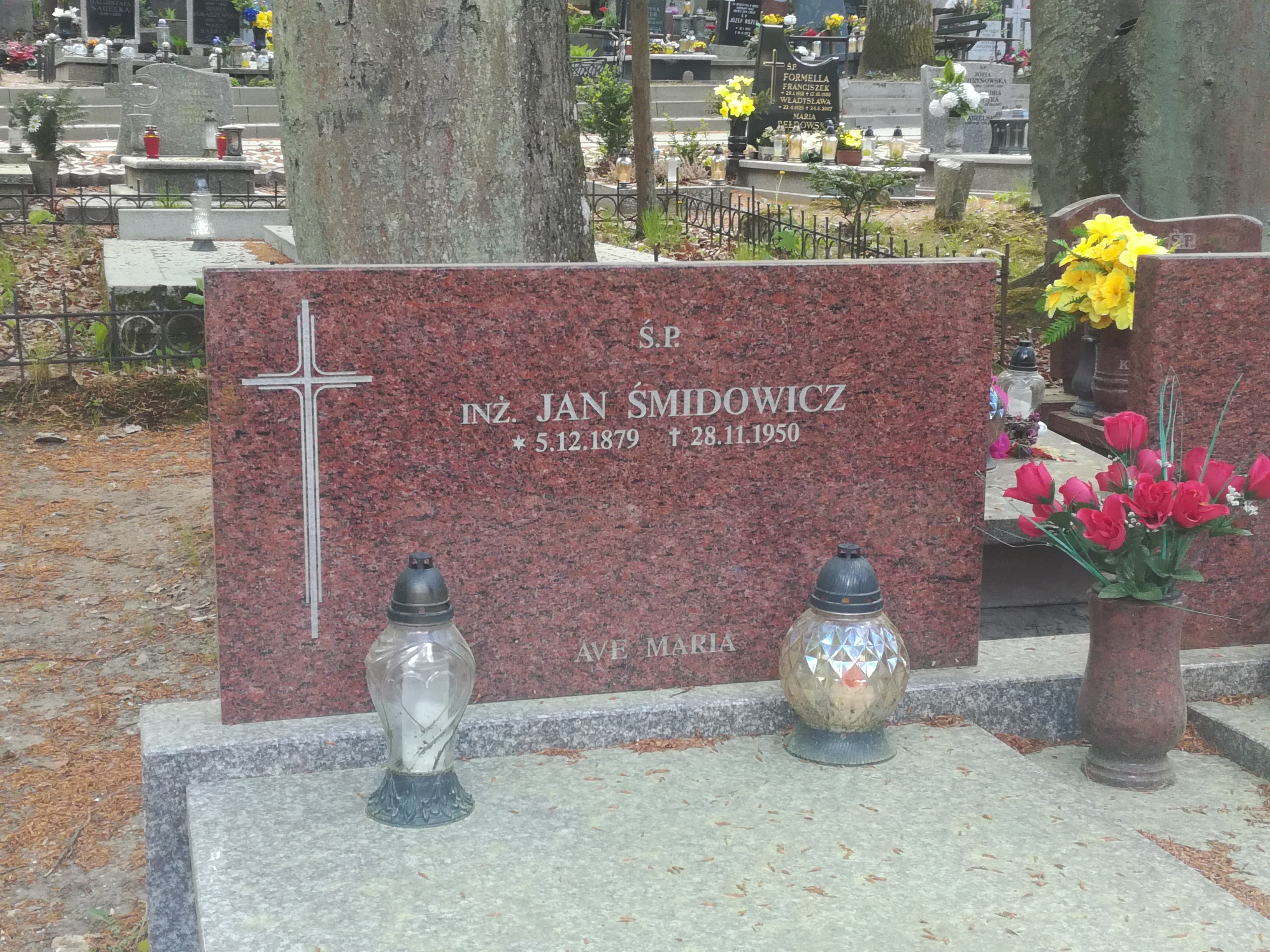
Grób Jana Śmidowicza na cmentarzu Witomińskim

Jan Śmidowicz (ur. 5 grudnia 1879 w Poznaniu, zm. 28 listopada 1950 w Gdyni) – polski inżynier, specjalista budownictwa wodnego.

## Życiorys
Wywodził się z rodziny z patriotycznymi tradycjami. Siostra była jednym z przywódców strajku szkolnego we Wrześni w 1901 roku. On sam w czasach szkolnych był szykanowany za przekonania patriotyczne. Jego synowie brali czynny udział w II wojnie światowej.
Wykształcenie inżyniera uzyskał w Niemczech, gdzie też pracował do odzyskania przez Polskę niepodległości w 1918 roku. Od 1920 roku przebywał w Gdyni jako przedstawiciel poznańskiej firmy budowlanej "Towarzystwo Robót Inżynierskich S.A.". Miało to związek z budową Tymczasowego Portu Wojennego i Schroniska dla Rybaków. Od tamtej pory na stałe związany z Gdynią, gdzie założył własną firmę "Jan Śmidowicz Inżynier. Przedsiębiorstwo Robót Inżynierskich". Dzięki niemu powstały takie obiekty jak:
- bocznica kolejowa do budowanego w tym samym czasie portu gdyńskiego;
- linia kolejowa Gdynia - Kokoszki;
- pomost pierwszego Tymczasowego Portu Wojennego i Schroniska dla Rybaków;
- dworzec kolejowy;
- magazyny portowe;
- system wodociągowy i kanalizacyjny.

Śmidowicz znany był z nowatorskiej w owych czasach metody konstrukcji nabrzeży portowych i falochronów - poprzez zatapianie skrzyń żelbetowych.
II wojna światowa przyniosła wywłaszczenie przez Niemców Śmidowicza z jego firmy i domu. W 1941 wysiedlono go z Gdyni. Po wojnie powrócił do miasta i przystąpił do odbudowy zniszczonych portów, dróg i wiaduktów. Nowy ustrój socjalistyczny był utrudnieniem dla reaktywowanej przez Śmidowicza przedwojennej firmy i została ona w 1948 znacjonalizowana. Sam inżynier pozbawiony został środków do życia i zmarł w biedzie w 1950. Został pochowany na cmentarzu Witomińskim (kwatera 71-19-18).